# Quiterio Olmedo
Quiterio Ermes Olmedo (né le 21 décembre 1907 - mort à une date inconnue) était un joueur de football international paraguayen, qui joua en défense.

## Biographie
Ermes Olmedo et ses 1,78 m joue dans le championnat paraguayen au Club Nacional (un des meilleurs clubs de la capitale) lorsqu'il participe à la coupe du monde 1930 en Uruguay, sélectionné par l'entraîneur argentin José Durand Laguna avec 21 autres joueurs paraguayens. 
Sa sélection nationale tombe dans le groupe D avec les États-Unis et la Belgique. Les Paraguayens finissent à la 2e place de ce dernier groupe et ne passent pas le 1er tour. Olmedo joue quant à lui les deux matchs de son équipe.
Il a également participé en international à la Copa América 1929 et 1937.